# Al-Kharā`iṭī
Muḥammad ibn Ja'far al-Kharā`iṭī (arabe : محمد بن جعفر الخرائطي) (d.327 H/938) est un théologien musulman spécialisé dans le domaine du hadith et auteur de plusieurs ouvrages en la matière, dont I'tilāl al-Qulūb (les maladies du cœur), qui est le livre le plus ancien du monde musulman sur le sujet de l'amour.
Il naquit dans la ville de Samarra en Irak et enseigna dans les villes de Damas, Ashkelon et Jaffa, où il mourut en 938 (327 H.).

## Ouvrages
- I’tilāl al-Qulūb
- Masāwi` al-Alkhlāq
- Makārim al-Akhlāq
- Faḍīlat al-Shukri li Llāh 'alā ni'matihi
- Hawātif al-Jinān

## Eloges à son sujet
Ibn Makūlā a dit : « Il composa beaucoup de livres et faisait partie de l’élite des dignes de confiances (thiqāt). »
Al-Khaṭīb al-Baghdādī a dit : « Il avait de bons récits et produisit de précieux ouvrages. »
Al-Dhahabī : « L’imam, le maître du ḥadīth (ḥāfiẓ), de grade sincère (ṣadūq) [en science du hadith] et auteur de plusieurs ouvrages. »